# Баниска
Баниска (болг. Баниска) — село в Болгарии. Находится в Русенской области, входит в общину Две-Могили. Население составляет 1231 человек.

## Политическая ситуация
В местном кметстве Баниска, в состав которого входит Баниска, должность кмета (старосты) исполняет Велико Димитров Великов (Болгарская социалистическая партия (БСП)) по результатам выборов.
Кмет (мэр) общины Две-Могили — Драгомир Дамянов Драганов (коалиция партий: Союз демократических сил, Демократическая партия, Демократы за сильную Болгарию, Земледельческий народный союз) по результатам выборов в правление общины.